# 亀岡利行
亀岡 利行(かめおか としゆき、1958年9月13日 - )は、和歌山県出身の歌手である。元ウインズのメンバー。別名義は亀岡 利幸。

## ディスコグラフィ

### シングル

#### ウインズ
1. ほっといてんか
2. 冗談じゃないぜ　(※この時、亀岡は脱退している）
3. 世界中に笑顔を
4. ライバル
5. 君が抱きたい
6. スキなんだ
7. ちょっと勝手なPROPOSE
8. 止まらないで
9. 明日へと

#### 亀岡利行
1. Made in 亀岡利行
2. Song on Roadside

### アルバム

#### ウインズ
1. YOU 目を覚ませ
2. ライバル
3. WINDS 3rd
4. ウインズ BEST
5. ウインズ 5
6. ウインズ History
7. ウインズ 7 Album ～道～
8. 全力投球
9. ウインズ CM＆テーマソング集
10. ウインズ SELECTION
11. ウインズ BEST2＆和歌山SONG集

### DVD

#### ウインズ
1. ウインズ20周年DVD
2. ウインズLIVE2013in和歌山ダイジェスト版DVD

#### 亀岡利行
1. Toshiyuki Kameoka
2. 亀岡利行Ⅱ

## 来歴
和歌山生まれの亀岡は、プロのミュージシャンとなるため、福岡に移住。その後和歌山へ帰り、一つの楽曲と出会う。その曲が「キンキのおまけ」である。

福岡で暮らす当時から、和歌山の知名度の無さを感じていた亀岡は「これは面白い」と、NHKのコンテストに応募。 和歌山大会でグランプリを受賞。

これをきっかけに 自主制作のレコードを制作。 これが話題になり各放送局よりオファーが殺到。そして ビクター音楽産業（現JVCケンウッド・ビクターエンタテインメント）より『一発逆転』として「キンキのおまけ」でメジャーデビュー。

1992年3月、「WINDS」を脱退。

1993年5月、 「ウインズ」を結成。

2008年、「ウインズ」として和歌山県文化奨励賞を受賞。
2009年、「ウインズ」のメンバーを脱退し、サポートメンバーになる。
2012年、ソロ活動をスタート。

2016年、「ウインズ FINAL LIVE」を最後に、ソロ活動を本格的にスタート。　